# Axel Gómez
Axel Daniel Gómez Guzmán, noto semplicemente come Axel Gómez (Tegucigalpa, 28 giugno 2000), è un calciatore honduregno, difensore dei Lobos UPNFM.

## Caratteristiche tecniche
È un terzino sinistro.

## Carriera

### Club
Ha giocato nella prima divisione honduregna.

### Nazionale
Con la nazionale Under-20 honduregna ha preso parte al campionato mondiale di calcio Under-20 2019.